# Kazimierz Rabski
Kazimierz Rabski (ur. 1953) – polski geograf, klimatolog, doktor.

## Życiorys
Od 1972 do 1977 studiował na Uniwersytecie im. Adama Mickiewicza (geografia). W 1975 brał udział w wyprawie naukowej do Australii. Doktoryzował się z nauk o Ziemi w 1986 i od tego roku rozpoczął pracę w Słowińskim Parku Narodowym. Był tam dyrektorem w latach 1989-1994. Od 1995 do 2002 pracował w Ministerstwie Środowiska (Krajowy Zarząd Parków Narodowych). Był założycielem Stowarzyszenia na rzecz Wybrzeża. Tworzył Park Natury Zalewu Szczecińskiego. Brał udział we wdrażaniu sieci Natura 2000 w Polsce. Jest członkiem Europejskiej Sieci Menedżerów Ochrony Przyrody EUROSITE, jak również Europejskiej Unii Ochrony Wybrzeża. Tworzy cykl telewizyjny Zapiski Łazęgi (TVP3 Szczecin, od 2009).

## Zainteresowania
Główne tematy naukowe, którymi się interesuje, to:
- klimatologia terenowa,
- organizacja ochrony przyrody[1].